# هازجة سيتي

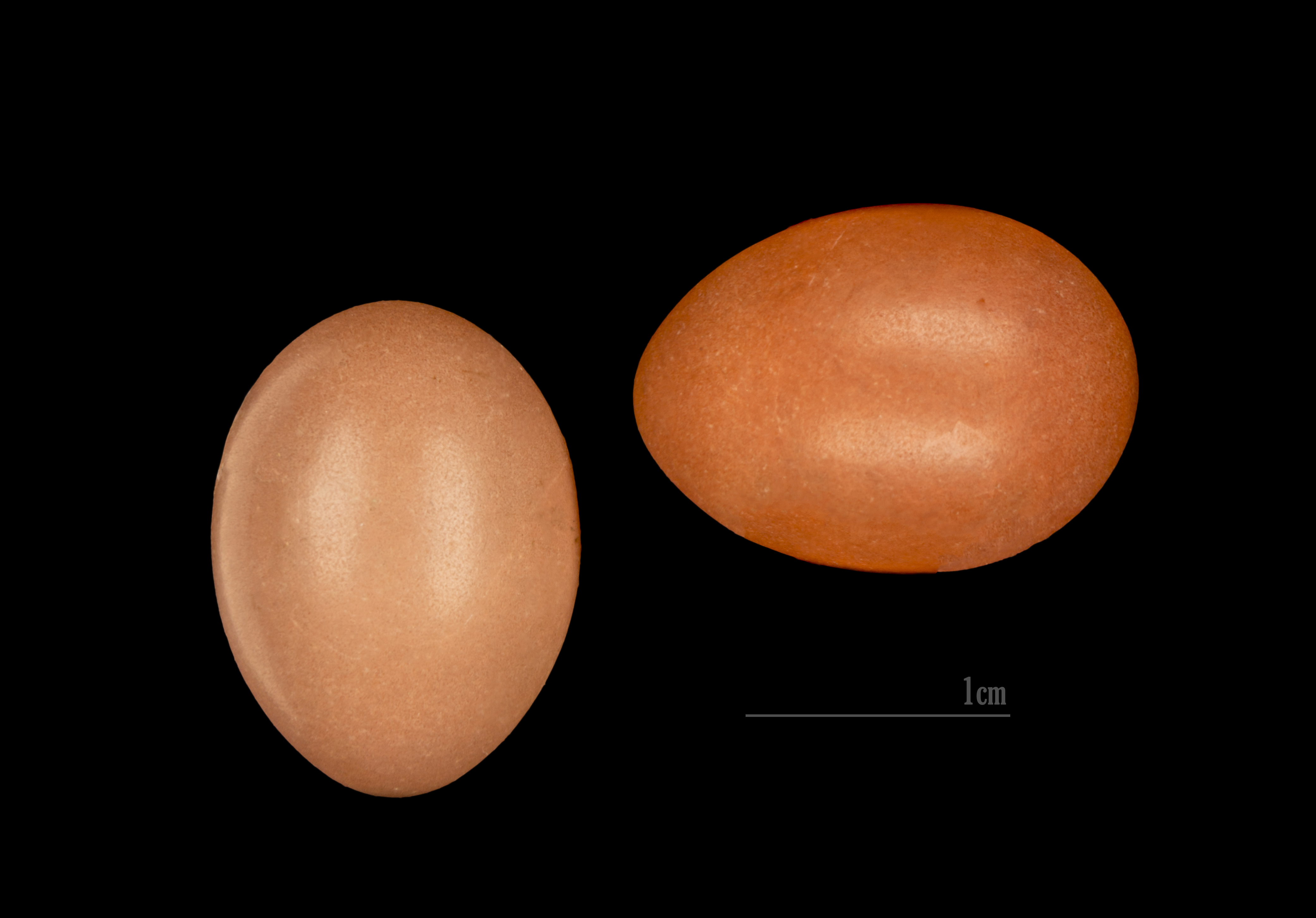
Cettia cetti

هازجة سيتي (الاسم العلمي: Cettia  cetti) (بالإنجليزية: Cetti's  Warbler)‏ هو طائر ينتمي إلى (فصيلة: Cettiidae).